# 宿豫郡
宿豫郡（しゅくよ-ぐん）は、中国にかつて存在した郡。宿預郡とも書かれる。東晋から隋初にかけて、現在の江蘇省宿遷市一帯に設置された。

## 概要
東晋の義熙年間、宿預郡が立てられた。宿預郡は北徐州に属し、郡治は宿預県に置かれた。
421年（南朝宋の永初2年）、北徐州が徐州と改められると、宿預郡は徐州に属すこととなった。
北魏の孝文帝のとき、宿豫郡は南徐州に属した。
南朝梁が北魏から宿豫の地を奪った。梁の宿豫郡は東徐州に属した。
549年（武定7年）、東魏が南朝梁から宿豫の地を奪った。東魏の宿豫郡は東楚州に属し、宿豫・新昌・臨泗・濠夷の4県を管轄した。
583年（開皇3年）、隋が郡制を廃すると、宿豫郡は廃止されて、泗州に編入された。